# 月谷站 (国铁)
月谷站（：／ Wolgok yeok */?）是韩国铁路的一個已停用的車站，于1971年废止。位于首尔城北区月谷洞，屬於京春线。

## 历史
- 1939年7月25日：开始使用[1]。
- 1967年7月1日：货运业务停止[2]。
- 1971年10月5日：车站停用[3]。